# Ulica 16 Lipca w Chorzowie
Ulica 16 Lipca w Chorzowie – ulica zlokalizowana w dzielnicy Chorzów-Batory. Rozpoczyna swój bieg przy skrzyżowaniu z ulicą Szpitalną, zaś przy jej końcowym odcinku łączy się z ulicą Kaliny. Swoją nazwę zawdzięcza zorganizowanej 16 lipca 1922 roku w Katowicach uroczystości obchodów włączenia ówczesnego województwa śląskiego w granice Rzeczypospolitej. Przy ulicy dominuje zabudowa mieszkalna, składająca się z tzw. familoków. Znajduje się tu również trójstanowiskowy przystanek autobusowy, który obsługują następujące linie ZTM Katowice: 22, 48, 74, 98, 139, 144, 165, 632, 663, oraz 974.